# Trachurus
Trachurus és un gènere de peixos marins dins la família Carangidae. El nom del gènere deriva del grec trachys, que significa "aspre" i oura, que significa «cua». En algunes de les seves espècies hi ha sobrepesca.
Sovint es fa servir en la gastronomia japonesa sota el nom de aji.

## Taxonomia
El gènere Trachurus va ser definit l'any 1810 per Constantine Samuel Rafinesque-Schmaltz, amb l'espècie tipus Trachurus saurus. Els taxonomistes van determinar que T. saurus de fet era la mateixa espècie ja anomenada anteriorment com Scomber trachurus, definida el 1758 per Carl von Linné. Actualment l'espècie rep el nom de Trachurus trachurus.
Les espècies actualment reconegudes:
- Trachurus aleevi Rytov & Razumovsya, 1984
- Trachurus capensis Castelnau, 1861 (Cape horse mackerel)
- Trachurus declivis (Jenyns, 1841) (greenback horse mackerel)
- Trachurus delagoa Nekrasov, 1970 (African scad)
- Trachurus indicus Nekrasov, 1966 (Arabian scad)
- Trachurus japonicus (Temminck i Schlegel, 1844) (Japanese jack mackerel)
- Trachurus lathami Nichols, 1920 (rough scad)
- Trachurus longimanus (Norman, 1935) (Crozet scad)
- Trachurus mediterraneus (Steindachner, 1868) (Mediterranean horse mackerel)
- Trachurus murphyi Nichols, 1920 (Chilean jack mackerel)
- Trachurus novaezelandiae J. Richardson, 1843 (yellowtail horse mackerel)
- Trachurus picturatus (S. Bowdich, 1825) (blue jack mackerel)
- Trachurus symmetricus (Ayres, 1855) (Pacific jack mackerel)
- Trachurus trachurus (Linnaeus, 1758) (Atlantic horse mackerel)
- Trachurus trecae Cadenat, 1950 (Cunene horse mackerel)